# Slag bij Suomussalmi

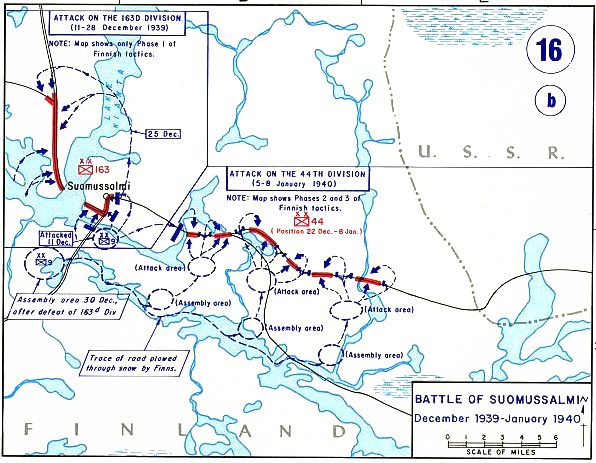
Slag bij Suomussalmi

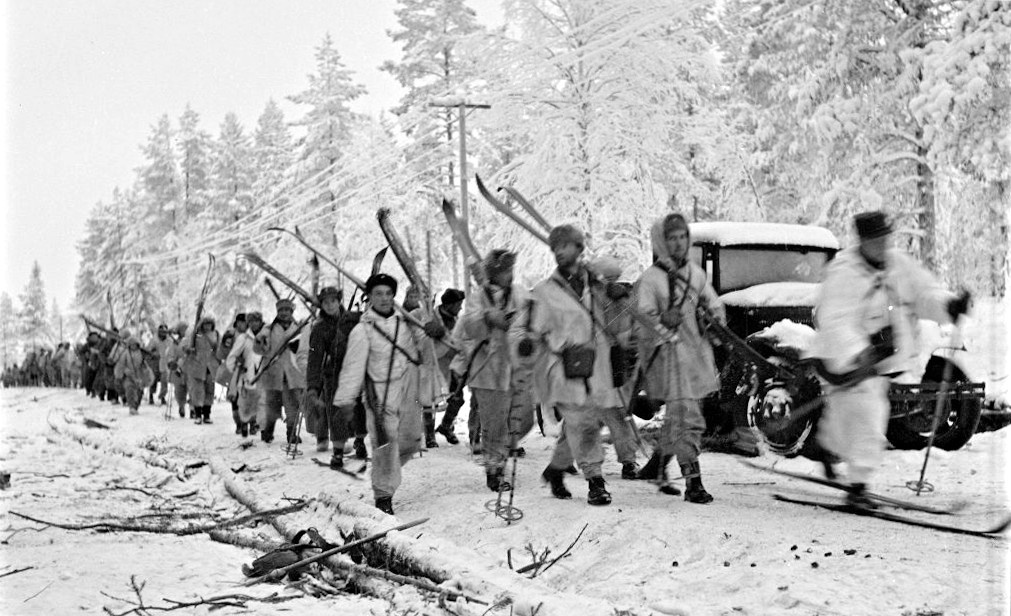
Finse soldaten bij Raata

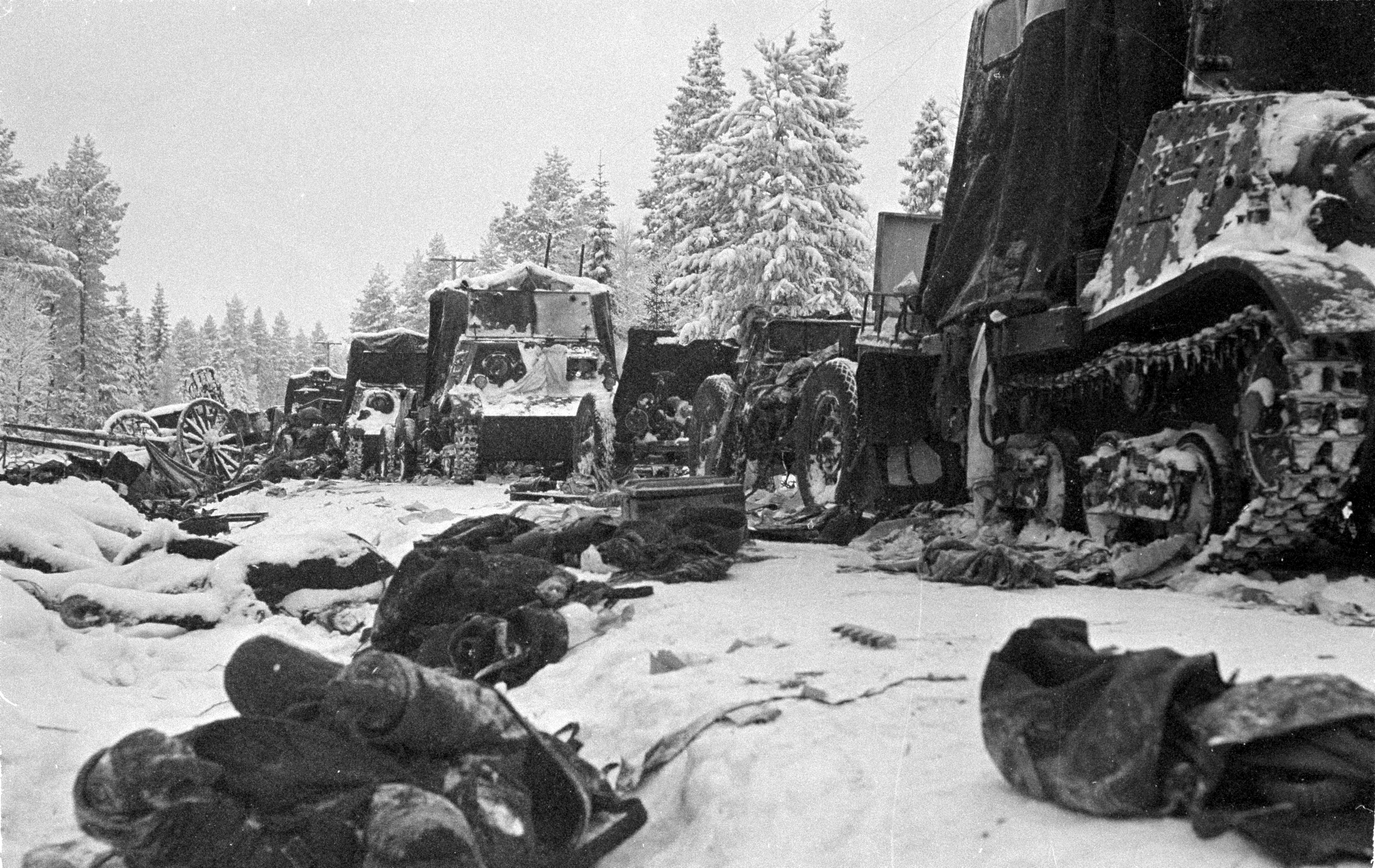
Slachtoffers en vernietigd Russisch materieel

De Slag bij Suomussalmi was een veldslag tussen de Sovjet-Unie en Finland die tussen 7 december 1939 en 8 januari 1940 plaatsvond. De Slag bij Suomussalmi wordt nu nog gezien als symbool voor de Winteroorlog en eindigde in een beslissende zege voor de Finnen.

## Voorgeschiedenis
Sovjetdictator Jozef Stalin had op 30 november 1939 besloten Finland aan te vallen. Maar zijn agressie richtte zich niet alleen tegen het buurland van de Sovjet-Unie, maar ook tegen de inwoners van de Sovjet-Unie zelf, en zelfs tegen het Rode Leger. De Grote Zuivering die was begonnen in het Rode Leger (gedurende 1936 tot en met 1938) was nog in volle gang toen het land de aanval opende op Finland. Nu de meeste bekwame officieren waren vervangen door 'jaknikkers' die niets klaarspeelden op het slagveld, ontbrak het aan deskundige leiding toen de Sovjets het buurland binnenvielen. En nergens was dat duidelijker dan in de bossen bij Suomussalmi in het oosten van Finland. Het Rode Leger zette er zijn 9e Leger in, met de 163e Divisie voorop. De troepen moesten door de bossen trekken om door te stoten tot Oulu aan de Botnische Golf. Zo zou Finland doormidden gesneden worden.
Volgens de Sovjetpropaganda zouden de soldaten als bevrijders worden onthaald. Toen ze op 30 november 1939 de grens overstaken, zat de stemming er dan ook goed in. Bovendien was de 163e Divisie een van de beste uit het militaire district Leningrad (voormalig Sint-Petersburg) en hadden de troepen geoefend op gevechten in bossen, maar de organisatie van de operatie liet veel te wensen over.

## Verloop van de slag
Op 30 november 1939 stak de 163e Divisie van de Sovjets de grens met Finland over en in plaats van rechtstreeks naar het westen te trekken vanuit Suomussalmi hadden de Sovjets de 163e Divisie 70 kilometer naar het noordoosten gepositioneerd. Daarom moesten de troepen een grote omweg maken, via het meer Kiantajärvi, dat een 40 kilometer breed obstakel vlak over de Finse grens vormde. In de week die het de Sovjets kostte om om het meer te trekken, brachten de Finnen versterkingen op de been.
Toen de 163e Divisie op 7 december Suomussalmi gemakkelijk veroverde, was een Finse brigade onder kolonel Hjalmar Siilasvuo in aantocht. Als eerste zette hij een sterke verdediging op touw bij de weg van Raate in het oosten om te voorkomen dat de Sovjets via die route versterkingen aanvoerden. Siilasvuo liet de Finse troepen (die heel erg in de minderheid waren) terugtrekken naar de andere kant van de meren waar Suomussalmi aan ligt. Maar voordat ze zich terugtrokken, vernietigden ze het kerkdorp om geen voedsel of andere goederen voor de Sovjets achter te laten.
Het echte gevecht begon pas op 8 december. De Sovjets vielen de Finnen aan die een dag eerder uit Suomussalmi waren gevlucht maar terwijl ze het bevroren meer over probeerden te steken werden ze verslagen. Ook een tweede aanval via het noordwesten naar het dorp Puolanka liep slecht af voor de Sovjets. Zonder dat de Finnen het wisten, had de 44e Divisie de Raateweg betreden, maar omdat het steeds harder ging sneeuwen, moesten de Sovjets oprukken via een smalle bosweg door het dichtbegroeide dennenbos. Daardoor had het Rode Leger niets aan zijn numerieke overwicht en kon een bescheiden Finse troepenmacht de Sovjets verslaan.
Op 9 december arriveerden er versterkingen voor de Finnen die op diezelfde dag meteen een tegenaanval begonnen om Suomussalmi terug te veroveren. Ook voor de Finnen bleek aanvallen echter moeilijk. Het lukte hen niet om het dorp te veroveren. Op 24 december vielen de Sovjets weer aan maar ook deze aanval liep op niets uit.
Als de twee Sovjet divisies hun operaties beter hadden gecoördineerd, hadden ze het de Finnen een stuk moeilijker kunnen maken. Na de mislukte aanvallen werd de bevelhebber van het 9e Leger, generaal Michail Doechanov, vervangen door generaal Vasili Tsjoejkov. Die zou later vooral bekend worden van de Slag om Stalingrad. Maar in de winter van 1939-1940 kon hij geen omkeer bewerken. Aan Finse zijde kon Siilasvuo zijn hoofdmacht op de ene sovjet divisie na de andere afsturen. Hij begon met de 163e Divisie bij Suomussalmi.
Het weer werkte in het voordeel van de Finnen. In het begin van het offensief viel de dooi in, waardoor de Sovjet tanks het meer Kiantajärvi niet konden oversteken, maar eromheen moesten. In de loop van december ging het weer hard vriezen. Omdat de Finnen het dorp Suomussalmi hadden platgebrand, waren er voor de Sovjet soldaten nauwelijks plekken waar ze zich konden warmen. Twee weken lang voerden de Finnen op ski's voortdurend kleine aanvallen uit, vooral op de veldkeukens van het Rode Leger. De Sovjets zaten hierdoor niet alleen 24 uur per dag buiten bij -20 tot -30°C, maar moesten het meestal ook zonder warm eten stellen.
Langs de Raateweg stond de 44e Divisie in een 30 kilometer lange file. De troepen konden niet doorbreken en werden geregeld aangevallen door Finse skipatrouilles. Het verschil tussen de Finnen en de Sovjets werd pijnlijk duidelijk. Terwijl Finse eenheden zelfstandig opereerden en zelf initiatief toonden, was het Rode Leger een traag en log, waar eigen initiatief van de soldaten volledig ontbrak. Dat laatste kwam door de angst voor represailles die na de zuiveringen was ontstaan.
Op 27 december begonnen de Finnen weer met een tegenaanval. Siilasvuo had 17.000 man tot zijn beschikking, meer dan de 163e Divisie. Op dit moment waren de Sovjet troepen van deze elite-eenheid zo uitgeput dat ze weinig meer voorstelden en de legertop besloot hen terug te trekken. Als dat eerder was gebeurd, was de slachtpartij misschien te voorkomen geweest. Nu veroverden de Finnen Suomussalmi deze keer wel, waardoor de Sovjets in paniek moesten vluchten over de bevroren meren die om het dorp heen lagen.
Het Rode Leger trok in noordelijke richting het inmiddels bevroren meer Kiantajärvi op en werd voortdurend belaagd door Finse skipatrouilles en artillerie. Eén keer wisten een paar Finse vrachtauto's met zware machinegeweren dicht bij een colonne van 500 Sovjet soldaten te komen. De Sovjets hadden er geen acht op geslagen, want ze dachten dat het hun eigen vrachtwagens waren. De Finnen openden van korte afstand het vuur en richtten een bloedbad aan op het ijs. Na 20 minuten lagen er 400 dode Sovjets in de sneeuw. Slechts 100 soldaten konden ontkomen. Er was slechts één Fin gewond geraakt en de Finse vrachtauto's trokken zich terug.
Hoewel het grootste deel van de 163e Divisie ontkwam, zou de elite-eenheid deze klap nooit meer te boven komen. De divisie was niet meer inzetbaar in de rest van de Winteroorlog in Finland. Ze telden zeker 5.000 gesneuvelde en 300 gevangengenomen soldaten. In het heroverde gebied troffen de Finnen 26 achtergelaten tanks, 39 kanonnen en 181 vrachtauto's aan.
Nu was de 44e Divisie van generaal Alexei Vinogradov aan de beurt. Deze eenheid bestond uit Oekraïense soldaten die pas in Finland waren aangekomen. Tijdens de felle gevechten om Suomussalmi bevonden zij zich op de Raateweg, ongeveer 10 kilometer verder naar het oosten. Het juiste besluit was geweest om de 44e Divisie terug te trekken na de aftocht van de 163e Divisie, maar dat gebeurde niet. Siilasvuo kon al vanaf het begin 12 bataljons tegenover de zeven van Vinogradov opstellen. Omdat het initiatief volledig aan Finse zijde lag, konden de troepen van Siilasvuo telkens aanvallen met meer manschappen dan de Sovjets. De tactiek bestond uit een reeks aanvallen in de flank vanuit de bossen om zo de 44e Divisie uiteen te drijven. De kleine groepjes die ontstonden werden motti genoemd, het Finse woord voor een stapel brandhout.
De eerste aanval begon op nieuwjaarsdag en was gericht op het westelijke deel van de 44e Divisie, het sterkste punt van de eenheid. Zo wilde Siilasvuo voorkomen dat Vinogradov verder naar achteren zijn troepen hergroepeerde, waar met aanvallen in de flank meer motti zouden worden gecreëerd. De Finse troepen op ski's van kapitein Eino Lassila die deze actie uitvoerden, stuitten echter op fel verzet en leden zware verliezen. Maar bataljonscommandant Mäkiniemi dreigde Lassila te laten fusilleren als deze geen stand hield.
Met voortdurende flankaanvallen werd de 44e Divisie verder verzwakt. Omdat de Finse artillerie zich richtte op de grote vuren die de Oekraïense soldaten maakten, waren de manschappen van Vinogradov overgeleverd aan de kou van -30°C. Pas in de nacht van 6 januari 1940 besloot het Sovjet opperbevel de 44e Divisie terug te trekken. Intussen hadden de Finnen veel troepen verzameld rond de Sovjet motti. De uitbraakpoging van de 44e Divisie draaide uit op een slachtpartij. In paniek lieten de Oekraïners hun uitrusting achter en renden ze de bossen in. De meesten wisten hun eigen linies uiteindelijk te bereiken, maar er bleef een stevige oorlogsbuit achter op de Raateweg: 43 tanks, 10 pantservoertuigen, 260 vrachtauto's en heel veel ander materieel.

## Nasleep
De Finse autoriteiten nodigden journalisten uit de hele wereld uit om het slagveld te bezichtigen en ook vandaag de dag belichamen de foto's van de oorlogsbuit bij Suomussalmi de Finse Winteroorlog. Stalin was woedend. Vinogradov werd gefusilleerd op 11 januari 1940 voor de ogen van de manschappen van zijn divisie. Meerdere officieren werden op deze manier geëxecuteerd. Tsjoejkov ging vrijuit, maar in zijn memoires na de oorlog zweeg hij over het bloedbad in Finland.
Tijdens de slag vielen er 13.000-29.500 Sovjetdoden terwijl er maar 350-800 Finnen sneuvelden. Daarnaast had de slag ervoor gezorgd dat de vitale treinverbinding met Zweden niet in Sovjethanden viel. Ook hadden de Finnen grote aantallen legervoertuigen zoals tanks, vrachtwagens, artillerie, paarden en duizenden geweren en machinepistolen buit gemaakt.